# 藤田靖明
藤田 靖明（ふじた やすあき）は、日本の作曲家。サウンドスタジオ「ファーストサークル」代表。広島県福山市出身。クレジットでは「BUN BUN」を名乗る事が多い。
1989年、株式会社カプコンに入社。1992年、カプコンを退社。ファーストサークルを結成し代表となる。

## 主な作品
- ロックマン3 Dr.ワイリーの最期!?（1990年9月28日、カプコン、FC）サウンドコンポーザー
- 天地を喰らうII 諸葛孔明伝（1991年4月5日、カプコン、FC）サウンド
- リトル・マーメイド（1991年7月19日、カプコン、FC）
- ロックマン4 新たなる野望!!（1991年12月6日、カプコン、FC）サウンドコンポーザー[1]
- ダークウィング・ダック（1992年6月、カプコンUSA、NES）[2]
- ブレス オブ ファイア 竜の戦士（1993年4月3日、カプコン、SFC）ミュージックコンポーザー
- ファイナルファイト2（1993年5月22日、カプコン、SFC）ミュージック[3]
- 美少女戦士セーラームーンS こんどはパズルでおしおきよ!（1994年7月15日、バンダイ、SFC）
- パルスター（1995年、SNK、AC）
- Todd McFarlane's Spawn: The Video Game（1995年、アクレイム、SNES）[2]サウンドエフェクト
- オレっ! トンバ（1997年12月25日、ウーピーキャンプ、PS）効果音
- ブレイジングスター（1998年1月19日、SNK、AC）サウンドデザイン
- パズルボブル ミニ（1999年3月26日、SNK、NGP）サウンド
- メタルスラッグ ファーストミッション（1999年5月27日、SNK、NGP）サウンド
- メタルスラッグ セカンドミッション（2000年3月9日、SNK、NGPC）サウンド
- ロックマン10 宇宙からの脅威!!（2010年3月9日、カプコン、Wii・PS3・Xbox 360）サウンドクリエイター
- 神奏三国詩（2022年5月26日、UNICO、Nintendo Switch）サウンド